# DVD Talk
DVD Talk — веб-сайт, посвящённый домашнему видео.

## История
Сайт был основан Джеффри Клейнманом в 1999 году в Бивертоне (Орегон). Помимо новостей и обзоров, он содержит информацию о скрытых «пасхальных яйцах» DVD. В 2000 году сообщения на форуме сайта привели к тому, что Amazon прекратила практику динамического ценообразования. В 2007 году DVD Talk был продан компании Internet Brands.

## Отзывы
Шон Леви из The Oregonian писал, что сайт «стоит посетить», а Рэнди Салас из Star Tribune рекомендовал его в качестве источника информации про DVD. Одно время сайт использовался инсайдерами индустрии для оценки интереса к проектам, выходившим на DVD.